# آسایلا
آسایلا (به اسپانیایی: Azaila) یک شهرستان در اسپانیا است که در استان تروئل واقع شده‌است.

## خصوصیات
آسایلا ۸۱٫۴ کیلومترمربع مساحت و ۱۶۲ نفر جمعیت دارد.